# Bâche alimentaire
Pour les articles homonymes, voir Bâche.

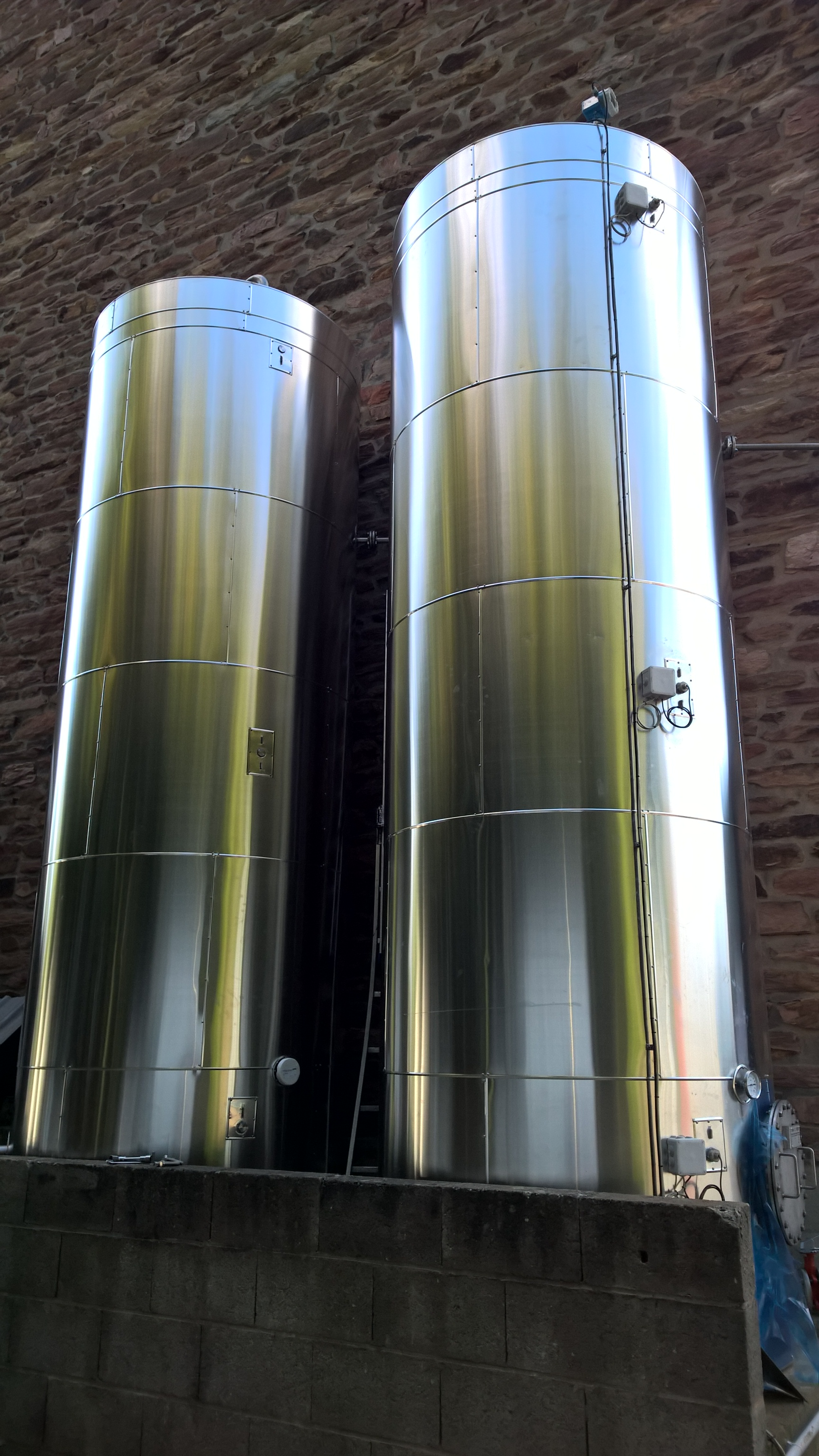
Bâches alimentaires (2 #) avec sondes de niveau et calorifuge

La bâche alimentaire ou bâche est un réservoir, généralement de forme cylindrique, en position verticale ou horizontale, réalisé en tôle d'acier carbone ou en acier inoxydable. Elle est montée sur un socle et calorifugée.            
La bâche alimentaire est une réserve d'eau qui alimente une chaudière, génératrice de vapeur et sécurise son approvisionnement en eau sans risque d'interruption.              

## Fonctions

### Principales fonctions
La bâche alimentaire dans une chaufferie a plusieurs fonctions :                  
- réserve d'eau pour stabiliser le débit qui alimente la chaudière en eau, appelée eau alimentaire.  La bâche reçoit et stocke les retours d'eau condensée (ou condensats) et l'eau traitée d'appoint. C'est donc le point de rencontre des condensats chauds et de l'eau froide d'appoint.
- stockage des calories provenant des condensats recyclés et des dispositifs de récupération de chaleur,
- préparateur de l'eau d'alimentation de la chaudière.

La bâche alimentaire, comme réservoir d'eau, doit avoir une capacité de rétention suffisante pour prévenir l'interruption d'approvisionnement d'eau de la chaîne de traitement.

### Capacité de réserve
L’usage habituel est d’avoir un réservoir d’une capacité suffisante pour permettre une production de vapeur d’une heure au taux d’évaporation maximum de la chaudière. Pour des installations plus importantes ceci est impossible et l’alternative est d'utiliser un réservoir moins volumineux avec un stockage d’eau traitée. La bâche alimentaire doit être de capacité suffisante pour s’adapter à tout afflux de retour de condensats qui peut être perdu par débordement au travers du trop plein.

### Économie d'appoint d'eau
Lorsque la vapeur produite par la chaudière à vapeur, passe dans le réseau vapeur à travers les différents systèmes d'échange thermique de l'installation, elle change à nouveau d'état et redevient eau chaude (condensats).
Le retour des condensats à la bâche est l'économie d'énergie la plus importante à réaliser dans une chaufferie. Les condensats sont de l'eau presque pure ; la récupération des condensats permet d'économiser le coût de l'eau pour alimenter la chaudière du même volume d'eau, mais aussi le traitement chimique de cette eau ajoutée ; comme l'eau est presque pure, cela réduit également les pertes d'eau associées à la purge d'eau de la chaudière.

### Prévention de la corrosion du corps de chauffe
Une des causes principales de corrosion du corps de chauffe, des tubulures vapeur et condensats est la présence d'oxygène dissous dans l'eau d'alimentation. Il est essentiel d'ôter cet oxygène avant d'entrer dans la chaudière pour éviter une corrosion rapide. Quand la température de l'eau d'alimentation s'accroît, le taux d'oxygène dissous est plus faible, la quantité de vapeur produite en chaudière augmente également.

#### Bâche atmosphérique
La bâche s'utilise pour une température des condensats allant jusqu'à 85 °C. Elle est de conception classique et inclut les équipements habituels décrits ci-après. 

#### Bâche dégazante
Elle supporte une température de 105 °C et une pression inférieure à  0,5 bar. Elle permet une réduction du taux d’oxygène dissous et ainsi des consommations de produit inhibiteur d’oxygène. Elle est équipée d’une tête de désaérage.

### Traitement de l'eau d'appoint
Il est impossible de retourner 100 % du condensat de la vapeur produite. Il y a aussi d'autres pertes d'eau comme la déconcentration (purge). Le traitement de l'eau brute (eau de ville, eau de forage) nécessite généralement les éléments suivants : 
- Adoucissement
- Filtration (par exemple par osmose)
- Déminéralisation
- Ajout d'agents chimiques : réducteurs d'oxygène, anticorrosion, alcalinisant, phosphatant [4]...

## Équipements habituels
Les bâches alimentaires sont des réservoirs de forme cylindrique (parfois rectangulaires) et en position horizontal (parfois verticale). Elles sont réalisées en tôle d'acier au carbone mais enclin à un risque de corrosion, en acier galvanisé ou en acier inoxydable, généralement d'au moins 3 mm d'épaisseur et montées sur socle.
Lorsque la température des condensats est inférieure à 60 °C, la fabrication galvanisée est habituelle, au-delà l'acier inoxydable AISI 304 ou AISI 316L est privilégié. 
Elles incorporent traditionnellement :

### Standard
- un retour de condensats,
- une sortie de l'eau vers la pompe alimentaire qui alimente le générateur de vapeur : la chaudière
- un trop plein,
- un évent
- une régulation de niveau (par transmetteur, niveaux à seuil ou robinet à flotteur), pour maintenir un niveau minimum d'eau pour l'alimentation de la pompe de la chaudière
- un dispositif de vidange de la cuve
- une arrivée d'eau pour compléter le volume du réseau (par raccord symétrique ou tuyauterie permanente avec vanne)
- une ouverture d'inspection, sur le dôme supérieur ou en paroi

- l'ensemble est calorifugé, généralement avec de la laine de roche (jusqu'à 100 mm d'épaisseur) revêtue par de l'aluminium ou de l'inox

### Options
- un indicateur de niveau à tube de Pyrex,
- un thermomètre
- un système de préchauffage de l'eau d'alimentation (par résistance immergée ou injection de vapeur)

- diffuseur de retour de condensats
- une mesure de conductivité
- serpentin de purge continue